# Leliwa (herb szlachecki)
Leliwa – polski herb szlachecki, noszący zawołania Leliwczyk i Leliwa. Wzmiankowany w najstarszym zachowanym do dziś polskim herbarzu, Insignia seu clenodia Regis et Regni Poloniae, spisanym przez historyka Jana Długosza w latach 1464–1480. Leliwa jest jednym z 47 herbów adoptowanych przez bojarów litewskich na mocy unii horodelskiej z 1413 roku.  
Herb występował głównie w ziemi krakowskiej, sandomierskiej i poznańskiej. Spośród najbardziej znanych rodów pieczętujących się herbem Leliwa, należy wymienić Tarnowskich, Sieniawskich, Morsztynów, Hlebowiczów i Czapskich. Potwierdzeniem statusu większości tych rodów było otrzymanie tytułów hrabiowskich i stosownych odmian w herbie (patrz sekcja: Odmiany, wersje arystokratyczne oraz alternatywne przedstawienia herbu).
Według najczęściej cytowanej w dawnych publikacjach opinii Jana Długosza herb ten wywodzi się z terenów  Niemiec. Opinia ta jest jednak wewnętrznie sprzeczna, gdyż jednocześnie Długosz twierdzi, że Spycimir z Melsztyna przybywszy do Polski przyjął herb już istniejący. Opinii tej nie podzielają także współcześni historycy Włodzimierz Dworzaczek i ks. Jan Popłatek. Ich zdaniem zarówno ród Leliwitów, jak i sam herb mają polską proweniencję.
Leliwy używali też Henryk Dobrzański, Juliusz Słowacki i Witold Pilecki.

## Opis herbu

### Opisy historyczne
Jan Długosz blazonuje herb następująco:

Leliwa, que lunam defectuosam cum Stella glauca in campo celestino defert. Ex Reni partibus sub tempore Wladislai primi, Polonie regis, aduenit Spiczmerum militem primarium habuit auctorem, qui in primario ignile deferebat, dum ex Reno aduenit sed processu dierum in ea domo Polonorum, que defectuosam lunam rubeam cum stella rubea deferebat, se coniunxit et uniuit et unam familiam effecit; in qua viri prouidi et industrii, rei publice et proprie studiosi.

Po przetłumaczeniu:

Leliwa, gdzie łukowaty księżyc z gwiazdą żółtą pośrodku w polu błękitnym nosi. Przybył znad Renu za czasów Władysława I króla polskiego, wtem Spycimir Leliwita swe pierwotne godło, Ogniwo, które przyniósł znad Renu zarzucił, bowiem złączył się z domem Polaków, którzy sprowadzili mu niepełny czerwony księżyc z gwiazdą, tworząc jedną już rodzinę, z której wywodzili się mężowie przezorni i skrzętni, dobru publicznemu i własnemu oddani.

Kasper Niesiecki wzmiankuje też wersję z czerwonym polem (odmianę Leliwa V):

Ma być księżyc jak na nowiu niepełnym, do góry rogami obrócony, we środku jego gwiazda o sześciu rogach w polu błękitnym, luboć niektórzy czerwonego używają; księżyc powinien być złoty. Na hełmie pawi ogon, na nim takiż księżyc (...)

Symboliczny opis herbu zawiera łaciński wiersz z XV w. ku czci Melsztyńskich Spythko, tua virtus meritis coniuncta priori – gwiazda sławy rodu lśni na niebie między rogami księżyca.

### Opis współczesny
Opis skonstruowany współcześnie brzmi następująco:
W polu błękitnym półksiężyc złoty, nad którym takaż gwiazda.
W klejnocie na ogonie pawim – samo godło.
Labry herbowe błękitne, podbite złotem.
Podstawowa wersja herbu, powszechnie później używana, ukształtowała się w XVI wieku. Najwcześniejszy zachowany wizerunek klejnotu (1334) przedstawia klejnot tautologiczny. Etap pośredni ewolucji wizerunku nastąpił w XV wieku, kiedy to spotykało się wersję, w której klejnocie było godło z zatkniętymi trzema piórami pawimi. Więcej na ten temat w sekcji poniżej. Herb Leliwa występował w wielu odmianach, co jest znamienne dla polskiej heraldyki (zob. Odmiany, wersje arystokratyczne oraz alternatywne przedstawienia herbu).

## Geneza

Herb Izaaka Komnena

### Najwcześniejsze wzmianki pisane
Historia herbu ma sięgać XII w. Godłem wyobrażającym Leliwę pieczętować się miał święty Bertold z Garsten w roku 1140.
Jedno z zawołań herbu – „Leliwczyk” wzmiankowane jest już w 1357 roku.
W 1359 w lasach Płoniny na Wołoszczyźnie, w klęsce poniesionej przeciwko armii mołdawskiej, chorągiew Leliwa miała wpaść w ręce nieprzyjacielskie.
Najstarsza zachowana wzmianka w dokumentach sądowych pochodzi z 1399 r.: „...de clenodio lune et stelle, et de proclamacione Lelywa”.
W bitwie pod Grunwaldem w 1410 wzięły udział trzy chorągwie pod znakiem Leliwa. Były to chorągwie braci: Jana z Tarnowa (wojewody krakowskiego) i Spytka z Jarosławia oraz Wincentego z Granowa (kasztelana śremskiego i starosty wielkopolskiego).
Aktem unii horodelskiej w 1413 r. herb Leliwa został przeniesiony na Litwę (przyjął starosta wileński Moniwid, adoptowali wojewoda krakowski Jan Tarnowski i Jadwiga z Leżenic).
Najwcześniejsze lokalne źródło heraldyczne wymieniające ten herb to wspomniane już wcześniej Insignia seu clenodia Regis et Regni Poloniae, datowane na lata 1464–1480. Autorem tego dzieła jest polski historyk, Jan Długosz.  

### Najwcześniejsze przedstawienia i ewolucja wizerunku
Znanych jest całkiem dużo średniowiecznych pieczęci z wizerunkiem herbu. Franciszek Piekosiński wymienia następujące: uważaną za najstarszą nieznanego bliżej Jerzego (z samego początku XIV w.), z 1324 i 1334 (kasztelana krakowskiego Spycimira – jest to jedyne przedstawienia Leliwy z klejnotem tautologicznym), z 1352 (kasztelana wojnickiego Jaśka Tarnowskiego), z 1373 (Rafała Nieustępowicza), z 1373 (Wacława Słupowskiego), z 1375 (kasztelana i starosty krakowskiego Jana Melsztyńskiego), z 1394 (wojewody i starosty krakowskiego Spytka Melsztyńskiego), z 1395 (Sułka z Beneszowic), z 1413 (Jadwigi z Leżenic), z 1419 (wojewody wileńskiego Moniwida), z 1431 (Niekrasza Butwidowicza), z 1451 (Jana Pileckiego). W archiwach lwowskich miało się znajdować wiele pieczęci średniowiecznych z tym herbem, reprezentujących głównie rodziny: Bałuczyńskich, Jarosławskich, Sieniawskich i Tarnowskich; najstarsze z nich: z 1387 Jana z Tarnowa, starosty jeneralnego Rusi, z 1392 tegoż Jana z Tarnowa, jako wojewody sandomierskiego, z 1387 Spytka z Melsztyna, wojewody krakowskiego.
Z 1425 zachowało się epitafium Wierzbięty z Branic, na którym obok Gryfa Wierzbięty widnieje też Leliwa.
Herb Leliwa znajduje się w najstarszych europejskich herbarzach, jednak przedstawienia różnią się barwami, oraz obecnością i kształtem elementów dodatkowych.
Armorial Bellenville z lat (1360–1400) podaje herb z klejnotem – godło z trzema piórami pawimi i labrami, ale godło srebrne, flamandzki Herbarz Gelre z lat (1370–1395) podaje pełny, barwny herb (pole błękitne, godło złote), Herbarz Złotego Runa (około 1433–1435) zamieszcza barwny herb, Codex Bergshammer (XV w.) podaje barwy herbu i jego klejnot. Ponadto, herb przytacza też Armorial Gymnich (XV w.). Znacząco od standardowego różni się przedstawienie w Herbarzu rycerstwa i mieszczan Konstancji z 1483, gdzie pole jest czerwone, zaś godło srebrne.
Oboczności w wyglądzie herbu pojawiały się też często na zabytkach – np. kartusz z zamku w Lanckoronie zawiera gwiazdę ośmiopromienną, chrzcielnica z Opoczna – godło na opak, zaś z Bodzentyna – w pas (wszystkie zabytki z XV wieku). Warto odnotować jeszcze jedną oboczność w wyglądzie wczesnego klejnotu – obok wspomnianego wizerunku z 1334 z klejnotem tautologicznym, zachowała się też pieczęć Wincentego z Granowa z 1401 roku, gdzie w klejnocie jest gryf wyskakujący.
Swoją ostateczną formę graficzną, zgodną z zasadami heraldyki zachodnioeuropejskiej, herb miał uzyskać w połowie XIV wieku.
Wizerunek klejnotu, w którym godło leży na ogonie pawim pojawił się w XVI wieku. Taki klejnot zobaczymy m.in. u Paprockiego w Gnieździe cnoty i w Herbarzu. Popularność tych opracowań przyczyniła się zapewne do rozprzestrzenienia takiej formy herbu. Nie oznacza to jednak, że nie pojawiały się w XVI wieku inne przedstawienia klejnotu. Obok herbu zidentyfikowanego jako odmiana Leliwa II (w klejnocie godło na trzech piórach strusich) pojawiły się też herby z klejnotem tautologicznym (pieczęcie: nieznanych właścicieli z 1501, Rafała z Jarosławia z tego samego roku, K. Irzykowicza i J. Pileckiego z 1569, M. Sieniawskiego i J.K. Tarnowskiego z 1566) oraz z samymi trzema piórami strusimi (pieczęć Jana z Tarnowa z 1501).

### Pochodzenie herbu
Nie można do dziś z całą pewnością ustalić pochodzenia herbu, jak i rodu herbownych. Sama proklama herbu ma prawdopodobnie polską etymologię, natomiast jego wizualna strona, a przede wszystkim godło, może być pochodzenia obcego. Herb ten co prawda należy do najstarszych polskich herbów, ale symbolika półksiężyca i sześciopromiennej gwiazdy była popularna na Wschodzie (kraje muzułmańskie) i była obecna w systemach heraldycznych wielu państw (Niemcy, Węgry, Holandia, Chorwacja i inne). Wizerunek półksiężyca i gwiazdy znajdował się już na monetach Mitradatesów, królów Pontu z dynastii Achemenidów. Herbem bardzo podobnym do Leliwy pieczętował się także jeden z najstarszych węgierskich rodów szlacheckich Hont-Pázmány (słow. Hunt-Poznan), mający swe majątki głównie na Słowacji, a którego początków (zwłaszcza linii Poznan) historycy doszukują się jeszcze w czasach Wielkich Moraw. Średniowieczni kronikarze węgierscy (np. Szymon z Kézy) wywodzili jednakże ród ten ze Szwabii. Odniesienia, zarówno do obszarów nadreńskich, jak i do terenu Węgier, pojawiają się często w najstarszych polskich źródłach traktujących o genezie herbu Leliwa (zob. niżej).

Herb węgierskiego rodu Hont-Pázmány (Hunt-Poznan)

Rodowodem Leliwitów zajmowało się wielu historyków, poczynając od Jana Długosza, aż po wiek XX. Na temat genezy Leliwitów, wypowiedział się współczesny badacz i historyk Włodzimierz Dworzaczek. Według jego opinii ogłoszonej w 1971 roku, Leliwici byli rodem pochodzenia rodzimego. Z tym zdaniem zgadza się Teresa Zielińska w książce Poczet polskich rodów arystokratycznych.
Stanowisko Dworzaczka nie było pierwszą teorią o rodzimym pochodzeniu Leliwitów. Rdzennie polskie pochodzenie herbu starał się udowodnić nadworny biograf hetmana Jana Tarnowskiego Stanisław Orzechowski, pisał on m.in.:

Ród domu Tarnowskiego ani gościem ani przechodniem w Polszcze nigdy u nas nie był, jako niektórzy pod kądzielą siedząc między babami powiadają, iż Leliwa z Niemiec od Renu do Polskiej przyszła – co nie jest. Albowiem Leliwa tak polskim herbem zawsze była, jako jest Starza, Śrzeniawa, Tramli [?], Jastrzębiec, Łódź, Odrowąż, Nałęcz i inne polskie herby – a to może być pokazano starodawnymi przywilejami polskimi i ruskimi.

O tych starodawnych przywilejach polskich i ruskich nie zachowały się do dziś żadne informacje.
Rodzime pochodzenie herbu starali się także udowodnić Wincenty Balicki, Jan Leniek. Badacze forsujący rdzenne pochodzenie tego herbu wskazują przede wszystkim na jego typowo słowiańską nazwę.
Niezależnie od tego, na przestrzeni dziejów pojawiło się kilka innych – mniej lub bardziej prawdopodobnych hipotez:

#### Hipoteza „niemiecka” Jana Długosza
O obcym pochodzeniu herbu pisał Jan Długosz. W Clenodiach wspominając protoplastę Leliwitów kasztelana krakowskiego Spicymira z Piasku, pisze iż przybył [on] znad Renu za czasów Władysława I króla polskiego, a potem swe pierwotne godło, przyniesione z zachodu Ogniwo (ignile) zarzucił, bowiem złączył się z rodem polskim mającym w herbie ubywający księżyc jaśniejący z gwiazdą jaśniejącą. Odtąd jego potomkowie wraz z owymi autochtonami stanowić mieli jedną rodzinę, z której wywodzili się mężowie przezorni i skrzętni, dobru publicznemu i własnemu oddani.
W Liber Beneficiorum opisując fundację kościoła tarnowskiego Długosz przedstawia sprawę inaczej:

... wtedy właśnie ród szlachecki Leliwitów wywodzący się znad Renu, z krwi Alemanów, mający jako znak herbowy gwiazdę sześcioramienną otoczoną dwoma rogami księżyca na niebieskim tle, opuścił własne dotychczasowe siedziby i mając szczęśliwiej zamieszkać, wszedł do ziem Królestwa Polskiego”.

Więcej dowiedzieć się można z jego opisu kościoła pw. Wszystkich Świętych w Krakowie, który był wybudowany przez rycerza Jakuba Bobolę:

Tenże Jakub nosił na orężu i tarczy ogniwo długie a wąskie. Jego liczni potomkowie połączyli się z rycerzami i wielmożami, jacy przybyli znad Renu, a mianowicie tymi z Tarnowa, Melsztyna i Jarosławia, mającymi jako herb Księżyc niepełny z gwiazdą w polu niebieskim. W wyniku tego połączenia, porzuciwszy starodawny znak, tj. owe Ogniwo, zaczęli używać jako herbu, księżyc niepełny wraz z gwiazdą. Pozostali jednak nieliczni rycerze w Królestwie Polskim, a zwłaszcza na Mazowszu, którzy posługują się Ogniwem na orężu.

Jak widać występuje sprzeczność w przekazach Długosza w Clenodiach i Liber Beneficiorum. Dodatkowo Długosz podaje jeszcze legendę herbową:

Istnieje także przekaz, jakoby wspomniany ród i dom, który dotąd nazywa się „Leliwa”, nie przybył znad Renu, ani też stamtąd nie przyniósł księżyca z gwiazdą jako herbu, lecz po jakiejś szczęśliwej i zwycięskiej bitwie z Węgrami, w której walczono aż do pojawienia się księżyca i gwiazd (jako że, był wówczas księżyc niepełny), został w dowód okazanego wówczas męstwa nagrodzony przez Władysława Łokietka, króla polskiego”.

Hipotezy Jana Długosza były potem powtarzane przez kolejnych historyków i heraldyków: Marcina Bielskiego, Bartosza Paprockiego, Szymona Okolskiego, Kaspra Niesieckiego i wielu innych.
Szymon Okolski do opowiadania Długosza o nadreńskim pochodzeniu Spicymira (i samego herbu) dodał od siebie bliższe określenie niemieckiego gniazda rodowego: zamek prastary przezwany Księżycem z gwiazdą, po słowiańsku Leliwa, po niemiecku Monsztern zwany. W Niemczech nie można dziś jednak znaleźć miejscowości o takiej nazwie (brak także zapisów historycznych). Według Wł. Dworzaczka jest to raczej wymysł tego heraldyka i po nim późniejszych próbujących poprzez etymologiczne dociekania wspomóc pretensje rodziny Morsztynów do herbu Leliwa (wywodzący się z krakowskich kupców Morsztynowie pisali się w średniowieczu Mornsteyn, Morrensteyn, Morrinstein, Morsthein, Mornstin).

#### Hipoteza „biskupia” Andrzeja Kuropatnickiego
U schyłku XVIII wieku Ewaryst Andrzej Kuropatnicki wystąpił z twierdzeniem, że Leliwa znajduje się pośród herbów przyniesionych z rzymskiej winnicy, czyli została do Polski przyniesiona przez biskupów. Nie podał on jednak na potwierdzenie swoich słów żadnych dowodów.

#### Hipoteza „rodzima” Księdza Jana Popłatka
W swojej pracy na temat Św. Andrzeja Boboli Popłatek przytacza aktualny stan badań nad Leliwą i proponuje inną hipotezę. Odrzuca on opinię Długosza jako wewnętrznie sprzeczną. Długosz twierdzi że Spytko z Melsztyna jest protoplastą wszystkich Leliwitów, jednocześnie twierdząc że przybywszy do Polski przyjmuje on istniejący już herb używany od dawnych czasów. Jednocześnie Popłatek zauważa, że według zachowanych dokumentów z epoki Leliwici w czasach Spytka są już rodem w Polsce rozrośniętym i skoligaconym przez co ich początku należy szukać dużo wcześniej. Nie podtrzymuje on też hipotezy Kuropatnickiego stwierdzając że jest ona oparta jedynie na spekulacjach. Według Popłatka Leliwici są lokalnym rodem ze Śląska i Małopolski a ich pojawienie się jest związane z zastępowaniem przez Władysława Łokietka i Kazimierza Wielkiego starych skompromitowanych rodów możnowładczych nowymi rodami wyniesionymi ze stanu rycerskiego. Argumentuje on że Bobolowie herbu Leliwa wywodzą się z Bobolic na Śląsku i są tam notowani od XIII wieku a ich wyraźne pokrewieństwo z Tarnowskimi i Melsztyńskimi świadczy o tym że Leliwici i herb Leliwa są rdzennie polskie.

#### Inne teorie
Różne teorie na temat pochodzenia Leliwitów podawane były także przez innych autorów. Np. A. Kosiński popierał teorię (dziś uznaną już za błędną) krakowskiego, mieszczańskiego pochodzenia Leliwitów. Z kolei F. Piekosiński uważał ich za odgałęzienie rodu Lubowlitów-Ogniwów, którzy mieli być młodszą linią Starżów i wyprowadzał ich genealogię aż od Popielidów.

### Etymologia
Etymologia słowa „Leliwa”, będącego nazwą herbu, jest wyjaśniana na wiele sposobów.
Stanisław Orzechowski uważał, że „Leliwa” znaczy tyle, co „patrzwa sam”.
Zorian Dołęga-Chodakowski twierdził, iż na Ukrainie w pieśniach ludowych, zwłaszcza weselnych, księżyc oznaczał pana młodego, zaś zorza (gwiazda Wenus, jutrzenka) zwana tam także leliwą wyobrażała w podobnej przenośni pannę młodą. Pisał do Bandtkiego, iż godło Leliwy widział na czerwonych chorągiewkach weselnych. J. Błaszczyński, autor artykułów heraldycznych w Encyklopedii Orgelbranda, opierając się na informacjach jakiegoś nie wymienionego z nazwiska archeologa, pisał, że lud w Sieradzkiem nazywa Leliwą księżyc na nowiu w chwili, kiedy się nad nim znajduje gwiazda Wenus i że tę rzadką konstelację uważa za zapowiedź klęski. Taką samą informację powtarza Andrzej Kulikowski.
A. Małecki łączył zawołanie z nazwą wsi w Sieradzkiem. W dawnej ziemi sieradzkiej, w parafii Klonowa, znajduje się rzeczywiście wieś Leliwa, ale powstała ona późno, bo w lustracji starostwa sieradzkiego z lat 1564/1565 jej nie ma. Biorąc zresztą pod uwagę, ze starostwo sieradzkie dzierżawione było od 1536 kolejno przez dwóch Tarnowskich (pieczętujących się Leliwą), łatwo można zrozumieć źródło tej nazwy.
F. Piekosiński wywodził słowo Leliwa od imienia czy przezwiska Lel, co za Słownikiem Języka Polskiego Maurycego Orgelbranda oznacza imię syna Ladona i Lady. Orgelbrand przedstawił Lela jako prasłowiańskie bóstwo będące piastunem niebios – Trzymał na swoich barkach wschodnie niebiosa – aby nie upadły. Tak więc w połączeniu z wyrazem niwa – nów – może sugerować księżyc w nowiu jako symbol owego bóstwa. Na takie rozumienie etymologii wyrazu Leliwa wskazuje dociekanie Macieja Miechowity, który w swojej Kronice Polski opisał kult bóstw greckich adaptowany na grunt polski, utrzymując że Łada jest w istocie Ledą – matką Lela i Polela, dla których greckimi archetypami mieli być: Kastor i Polideukes, zwany też Polluksem. Podobny pogląd można znaleźć u Mickiewicza, który pisał:

Już naprzeciw księżyca gwiazda jedna, druga
Błysnęła; już ich tysiąc, już milijon mruga.
Kastor z bratem Polluksem jaśnieli na czele,
Zwani niegdyś u Słowian: Lele i Polele.

W kilku publikacjach z XIX wieku leliwą nazywano rośliny z rodzaju złotogłów Asphodelus.
Aleksander Brückner twierdził, że wszystkie nazwy herbów z końcówką na -awa mają pochodzenie topograficzne, od rzeki nad którą przodek osiadł np. Tarnawa, Rawa, Pilawa, Leliwa.
Nazwa Leliwa mogła powstać też z jakiegoś czasownika, na przykład lelejać (się), to znaczy kołysać, chwiać się. Istniało również imię Lelistryj.

### Legenda herbowa
Legendę herbową dotyczącą nadania Leliwy podaje książka Herby, legendy, dawne mity:

(...) herb Leliwa (półksiężyc i gwiazda) otrzymać miał rycerz za pokonanie wrogiego wojska przy księżycu i gwiazdach (wszakoż Paprocki i Okolnicki herb ten z Niemiec wywodzą) w czasach Bolesława Wstydliwego.

## Herbowni
Lista herbownych w artykule sporządzona została na podstawie wiarygodnych źródeł, zwłaszcza klasycznych i współczesnych herbarzy. Należy jednak zwrócić uwagę na częste zjawisko przypisywania rodom szlacheckim niewłaściwych herbów, szczególnie nasilone w czasie legitymacji szlachectwa przed zaborczymi heroldiami, co zostało następnie utrwalone w wydawanych kolejno herbarzach. Identyczność nazwiska nie musi oznaczać przynależności do danego rodu herbowego. Przynależność taką mogą bezspornie ustalić wyłącznie badania genealogiczne.
Pełna lista herbownych nie jest dziś możliwa do odtworzenia, także ze względu na zniszczenie i zaginięcie wielu akt i dokumentów w czasie II wojny światowej (m.in. w czasie powstania warszawskiego w 1944 spłonęło ponad 90% zasobu Archiwum Głównego w Warszawie, gdzie przechowywana była większość dokumentów staropolskich). Lista nazwisk znajdująca się w artykule pochodzi z Herbarza polskiego, Tadeusza Gajla (830 nazwisk). Występowanie na liście nazwiska nie musi oznaczać, że konkretna rodzina pieczętowała się herbem Leliwa. Często te same nazwiska są własnością wielu rodzin reprezentujących wszystkie stany dawnej Rzeczypospolitej, tj. chłopów, mieszczan, szlachtę. Jest to jednakże dotychczas najpełniejsza lista herbownych, uzupełniana ciągle przez autora przy kolejnych wydaniach Herbarza. Tadeusz Gajl wymienia następujące nazwiska uprawnionych do używania herbu Leliwa:
|  | Abaszkiewicz, Abramowicz, Adamkiewicz, Adamkowicz, Adamowicz, Aksan, Aksanow, Albicki, Alechnowicz, Anczewski, Andrzejewicz, Anszewski, Antoniewski, Antoszewski, Anusiewicz, Anuszewicz, Anuszewski. Babczyński, Babiński, Bacewicz, Bachrynowski, Badkowski, Bagarewicz, Bagrycewicz, Bahrynowicz, Bahrynowski, Bajer, Bakrynowski, Baluczyński, Bałuczyński, Barancewicz, Baranowicz, Bartkowski, Bassowski, Baszowski, Bauer, Baur, Baurski, Bądkowski, Bedliński, Bereziński, Bernatowicz, Bes, Besowski, Będzimirowski, Bękowski, Białas, Białobłocki, Białopiotrowicz, Białoszycki, Bielicki, Bielowski, Bieniewski, Błocki, Błudnicki, Błudowski, Bobiński, Bobola, Boboński, Boczkowski, Bodzanowski, Bodzanta, Bodzewski, Bolcewicz, Bolte, Bonuchowski, Borzuchowski, Bóbr, Brandt, Brażewski, Brażyński, Bremer, Broniewski, Bryżyński, Brzeszewski, Brzozdowski, Brzozogajski, Budiło, Budzewicz, Budziewicz, Bujwid, Bukowiecki, Bułajewski, Bułhak, Bułhal, Bułharowski, Burakowski, Buywid, Byszewski, Bytoński. Cebrzyk, Centomirski, Cerkas, Chełmowski, Chleb, Chlebowicz, Chłasiewicz, Chłasko, Chłopecki, Chmielewski, Chmurzyński, Choberski, Choborski, Chociatowski, Chrościcki, Chrucki, Chruścicki, Chryściński, Cichiński, Cichowicz, Cichowski, Cidzik, Ciszkowski, Cudzinowicz, Czachowski, Czacki, Czaiński, Czajęcki, Czajkowski, Czajowski, Czapiewski, Czapkowski, Czapski, Czarnecki, Czarnicki, Czarnołęski, Czawszajewicz, Czawszkiewicz, Czechowicz, Czechowski, Czehryński, Czejłytko, Czelatycki, Czelatyński, Czerczycki, Czerkas, Czerkies, Czernczycki, Czeski, Czeyłytko, Czobor, Czubicki, Czubiński, Czubowski, Czudzinowicz, Czulski, Czuprynowski, Czybiński. Dackiewicz, Daćkiewicz, Damerau, Damerkaw, Danecki, Danilewicz, Daniła, Daniło, Daniłowicz, Darnowski, Daszczenko, Daszkowski, Dawidowicz, Dąb, Dąbrowski, Dewejn, Długołęcki, Dłużniowski, Dobaniewski, Dobrzański, Dobrzyński, Dokurno, Dorohostajski, Dorpowski, Dowejn, Dowgiałło, Dowgiało, Drasławski, Dreszkowski, Drowdwiłło, Drublański, Drzeczkowski, Duchowicz, Dudziecki, Dusejko, Dusieyko, Duszkiewicz, Dymitrowski, Dyrżewicz, Dyszewicz, Dziewiętnicki, Dzieża, Dziubiński, Dżur. Ezofowicz Fersen, Francuzewicz, Francuzowicz, Freiman-Ostaniewicz, Fryjewicz. Gabriałowicz, Gabryałowicz, Ganglowski, Gangłowski, Gaugłowski, Gawłowski, Gąglawski, Gągławski, Geczewski, Gesztowt-Łokiański, Giecewicz, Gieczewicz, Gieczewski, Gierłowicz, Gierszod, Gierzad, Giesztołd, Giesztowt łokiański, Gietowć, Gietowt, Gintowt, Gintowt-Dziewałtowski, Girowski, Gliński, Goleniewski, Goleniowski, Gołuchowski, Gordziałkowski, Gorka, Gorkański, Gortatowski, Gotartowski, Gozdzki, Górka, Górkański, Graniewski, Granowski, Grell, Grochowski, Grunowski, Gurkowski, Gurnowski, Gwiazdowski. Hanusowski, Haraszkiewicz, Haustein, Hegel, Hegliński, Herżod, Hlaska, Hleb, Hlebicki, Hlebowicz, Hłaska, Hłasko, Horn, Hortyński, Howig, Hubal. Ibiański, Iłłakowicz, Irzykiewicz, Irzykowicz, Iwonicz, Iwowicz. Jacewicz, Jachimowicz, Jackiewicz, Jacosławski, Jaczewski, Jaczyntowicz, Jagielnicki, Jagintowicz, Jahelnicki, Jahołkowski, Jakowicz, Jaksmanicki, Jaksmański, Janecki, Janisławski, Jankiewicz, Janowicz, Jarosławowicz, Jarosławski, Jaroszewicz, Jaskmanicki, Jaskold, Jaskołd, Jawsza, Jawszowicz, Jelec, Jelowski, Jerzyk, Jerzykowicz, Jeżowski, Joachimowicz, Jotkiewicz, Józefowicz, Jucewicz, Juchniewicz, Juchnowicz, Judinowicz, Juniewicz, Junowicz, Jurkowski, Juskiewicz, Juszkiewicz, Juśkiewicz. Kadziński, Kadzyński, Kalenicki, Kalenik, Kamieński, Kappel, Karaczowski, Karaszewicz, Karsznicki, Karśnicki, Karwacki, Kaski, Kasperowicz, Kaszański, Kewlicz, Kiersz, Kiewlicz, Kikowicz, Kirsz, Kirsza, Kisielowski, Kiski, Kiszelowski, Kiszkiewicz, Knipowicz, Koczanowski, Kokocki, Kolański, Komorski, Konczacki, Koniński, Konopiński, Kończacki, Kopestyński, Kopystyński, Korczyc, Korczycki, Korczyński, Korzeniewski, Korzeniowski, Kostewicz, Koszański, Kościa, Kościc, Kościewicz, Kotaszewicz, Kozicki, Kozielski, Kozieł, Koziełł, Kraiński, Krajewski, Krajowski, Krajski, Kraśnik, Krenz, Kronicki, Krosno, Krupka, Krysiński, Kryżan, Krzesz, Krzywiecki, Krzywięcki, Krzywobłocki, Księski, Kszyniecki, Kuchmistrzowicz, Kuchmistrzowski, Kuciński, Kukiel, Kumaniecki, Kummer, Kuniński, Kurczukowicz, Kurmin, Kurowski, Kuzmicki, Kwiatkowski. Laskowski, Ledycki, Lejkowski, Lekszewicz, Leliwa, Lenkszewicz, Leonowicz, Lesieniewicz, Leskiewicz, Leśkiewicz, Lgocki, Lipański, Lipen, Lipeń, Lipień, Lipiński, Lisiecki, Lisowski, Lissowski, Liszeń, Liszyń, Lityński, Lostin, Ludkiewicz. Łabcewski, Łabiewski, Łachoyski, Ładowski, Łakowicz, Łapszyński, Łaszkiewicz, Ławiński, Ławrynowicz, Łohojski, Łokiański-Gesztowt, Łopacki, Łosiew, Łostowski, Łoziński, Łubanka, Łukowski, Łyczkiewicz, Łysakowski. Macewicz, Marcholenko, Marcinkiewicz, Marcinowicz, Margiewicz, Martynowicz, Martyszewski, Matusewicz, Matuszewic, Matuszewicz, Medeksza, Melsztyński, Meslicz, Miaskowski, Miastkowski, Micewicz, Michałowski, Mickiewicz, Mierciński, Mierczyński, Mierzeński, Mierzyński, Mikulicz, Minejko, Mineyko, Minwid, Mislicz, Miszkiewicz, Mitko, Młaszkowski, Młodkowski, Młotkowski, Mokierski, Molwiłło, Moniwid, Moniwidowicz, Montwid, Montwił, Montwiłło, Montwit, Montywid, Monwid, Monwidowicz, Morstein, Morstin, Morstyn, Morsztyn, Mutykalski, Myszkowicz. Naguszewski, Nakwaski, Narmont, Narmunt, Nasmont, Natalski, Nazdrowicz, Newelski, Niedoma, Niemiera, Niemierzyc, Niesiołowski, Nieścinko, Nietowć, Nieustępowicz, Niewiardowski, Niezwiecki, Ninieński, Norewicz, Normont, Notowicz, Nozdrowicz, Nutowć, Nutowicz, Nutowiec. Odyniec, Oklejski, Okuszka, Okuszko, Olchowicz, Olchowiecki, Olechnowicz, Olechowicz, Ososkowicz, Osostowicz, Ostaniewicz, Ostankowicz, Ostaszkiewicz, Ostrowski, Ostrzeszewicz, Ostrzewski. Pacenko, Pacewicz, Pacyna, Pacynka, Pacynko, Pajewski, Pantalowski, Paruszewski, Parys, Parzenczewski, Parzęczewski, Parzęczowski, Paszkowski, Pausza, Pawłowski, Pawsza, Pereszczak, Pereszczaka, Petkiewicz, Petroch, Petruszewicz, Petyhorski, Piaszczyński, Piechocki, Piechowski, Pieczychowski, Pieniążek, Pietkiewicz, Pietraszko, Pietrusiński, Pigłowski, Pilecki, Piorun, Piotrewicz, Piotrowicz, Piotrowski, Piórkowski, Piórowicz, Pławiński, Pobłocki, Podgorski, Podhajecki, Podlęski, Podłęski, Pogorski, Pokrywnicki, Pokrzywnicki, Połocki, Połoniewicz, Popławski, Postawka, Postawko, Preuss, Prusakiewicz, Pruski, Pruszak, Pruszakiewicz, Przegaliński, Przyborowski, Przyłuski, Przywidzki, Pstrocki, Ptaszyński, Pudliszkowski, Putianowicz, Putraszko, Putyanowicz, Puzyno. Raczkowski, Radwański, Rajcewicz, Rakiewicz, Rakowic, Rakowicki, Rakowicz, Rączkowski, Rekscia, Rekszyński, Rekść, Rekuć, Rentfiński, Rezwic, Rętfiński, Rimsza, Rogowski, Rohoziński, Rojcewicz, Roman, Romaszka, Romaszko, Roycewicz, Rozdzwienicki, Rozmanik, Rykowski, Rymsz, Rymsza, Ryx, Rzadki. Sachnowski, Sakel, Sakiel, Saltejewicz, Samotycki, Samotyk, Sawojski, Scierski, Sczepiecki, Serbin, Sępieński, Sępiński, Siąski, Siciński, Sieczko, Siedleszczeński, Siedleszczyński, Siedliszczański, Siedliszczeński, Sieniawski, Sienkiewicz, Sierpski, Siezieniewski, Sięski, Sikorski, Skinder, Skorupa, Skorupka, Skorupko, Skumin, Sławaniewski, Sławicki, Sławiński, Sławoczyński, Sławoszyński, Słobodziński, Słobotski, Słotwiński, Słowacki, Słowaczyński, Słucki, Słupowski, Smoiski, Smojski, Sojkowski, Songin, Soroka, Soroko, Specymirski, Spicymirski, Spiner, Spławski, Srzechiński, Srzedzieński, Srzedziński, Stalkiewicz, Stancewicz, Stanczewicz, Staniewicz, Stanilewicz, Stanilewski, Stańczyk, Starowolski, Starzechowski, Staszkiewicz, Stawryłło, Stawryło, Stecewicz, Sterpejko, Stiiernski, Stirnski, Stiruski, Strejkowski, Streżowicz, Strubnica, Stryjkowski, Styrnski, Styrpejko, Styruski, Suchorowski, Sudnik, Swołyński, Sworski, Syćko, Syniewski, Szalamuński, Szalkiewicz, Szałkiewicz, Szaniecki, Szawernowski, Szczepicki, Szczepiecki, Szczypiecki, Szeński, Szott, Szpiner, Szredziński, Szuczewski, Szulakiewicz, Szuplewicz, Szwojnicki, Szymkiewicz, Szymkowicz. Ścierski, Śledziewicz, Śniadecki, Śnieżko, Średziński, Śrzedziński, Świniarski, Świrski. Talmont, Tarło, Tarnau, Tarnow, Tarnowski, Temruk, Tędziagolski, Tędziogolski, Tomkowicz, Tongin, Towgin, Towginowicz, Trojanowski, Trzcieński, Trzciński, Tułkowski, Tyszkiewicz. Ulęzgęłło, Urak, Urbanowicz, Urbański, Ustarbowski. Virion. Wacławski, Wapczyński, Wardeski, Wardęski, Warnsdorf, Warszewicz, Wasilewicz, Wawpszewicz, Wawszewicz, Wedecki, Węcławski, Węsierski, Wiazewicz, Wiaziewicz, Wiażewicz, Wiąz, Wicki, Wiedecki, Wieroszemski, Wierozemski, Wierzbicki, Więcławski, Wilkowski, Wisiecki, Wiszacki, Witcki, Witski, Wojakowski, Wojanowski, Wojniat, Wojnowski, Woliński, Wolski, Wołkowski, Wołodko, Wołodźko, Woronowicz, Wrzosek, Wyrowski, Wyrozembski, Wyrozemski, Wyrozębski, Wyrozęski, Wyrzykowski, Wyskocki, Wysocki. Zaborowski, Zaborski, Zabrzeziński, Zabrzeżański, Zacharewicz, Zacharowicz, Zajączkowski, Zawadzki, Zbirochowski, Zbiroski, Zbirowski, Ziembowski, Zienkowski, Zongołowicz, Zuroch, Zurowski, Zygmuntowicz. Żagliński, Żagowicz, Żarski, Żebrowski, Żłobicki, Żodan, Żongołłowicz, Żuk, Żuławski, Żurawicki, Żurawski, Żurowski, Życzyński, Żyła, Żyłowski, Żyrawski, Żytowski. Tadeusz Gajl, Herbarz Polski |

Herb Leliwa należał do najbardziej rozpowszechnionych herbów szlacheckich i pieczętowało się nim wiele rodzin. Leliwici drogą adopcji użyczali nobilitowanym swego herbu i to nie tylko polskiej narodowości. Warto zaznaczyć, że jakkolwiek często w takich wypadkach herb adoptującego bywał odmieniany, to dużo nobilitowanych przyjęło też niezmienioną Leliwę. Przyjęcie wspomnianego wcześniej Moniwida do herbu Leliwa dotyczyło nie tylko jego samego, ale i całego jego rodu. Należeli do niego: Butwid – który był protoplastą Rekuciów; Rymwid – od którego syna Jerzego pochodzą Zabrzezińscy, od drugiego syna Olechny – Olechnowicze, Kuchmistrzowicze, Irzykowicze i Dorohostajscy; Wiaź – którego syn Iwaszko był protoplastą Wiażewiczów, drugi syn Hleb – był przodkiem Hlebowiczów. Drogą adopcji wszedł zapewne do rodu Moniwida protoplasta Tyszkiewiczów – bojar ruski Kalenik Miszkowicz. Moniwid miał też adoptować niejakiego Adama, protoplastę Adamowiczów. Jego zaś potomkowie, przyjmując nazwiska od posiadanych wsi, dali początek rodom Pokrzywnickich, Mutykalskich, Rakowickich i Starowolskich.
Bachrynowscy (także Bahrynowscy, Bakrynowscy) mieli być gałęzią książąt Druckich i pochodzić od Rurykowiczów. Według Seweryna Uruskiego ich przodkiem miał być książę drucki Andrzej, syn Iwana i siostry księcia Witolda. Tenże Andrzej od swego działu, wsi Bachrynowice na Ukrainie miał przyjąć nazwisko Bachrynowski. Książęta Bachrynowscy, jeszcze w XVI wieku noszący ten tytuł, mieli podupaść finansowo, także jeszcze w tym samym XVI wieku mieli zarzucić używanie tytułu książęcego.
Rodziną kniaziowską według Kojałowicza, Niesieckiego i Kosińskiego mieli też być Rekuciowie. Według Kojałowicza mieli oni pochodzić od księcia kiernowskiego Montwida. Kosiński pisał dodatkowo, że w XVI wieku mieli używać tytułu książęcego, a wywodzić się mieli od Dorszprunga. Jednak według innego podania w XV wieku Rekuć, pan żmudzki, miał wydać swą jedyną córkę i dziedziczkę za Stanisława Kieżgajłę, z warunkiem przyjęcia nazwiska Rekuciów. Podanie to miał potwierdzać fakt używania później przez Kieżgajłów przydomka Rakuć. W takim wypadku Rekuciowie nie byliby kniaziami. Z takim zdaniem zgadza się Józef Wolff, który zaliczył Rekuciów do pseudo-kniaziów.
Kilkanaście rodzin tego herbu było pochodzenia tatarskiego.
Stanisław Dziadulewicz wspomina kniaziów Petyhorskich herbu Leliwa (kniaziowie Kabardyńscy; na Rusi zwani byli kniaziami Czerkaskimi, w Polsce Petyhorskimi). W 1561 mieli oni otrzymać od króla pozwolenie na osiedlenie się na Litwie. W 1570 rotmistrz Temruk Szymkowicz Petyhorski biorąc ze skarbu pieniądze na chorągiew miał wystawić kwit z herbem Leliwa. Ponieważ jednak indygenat polski otrzymał on dopiero w roku 1601, wyciśnięta przez niego na kwicie pieczęć miała właściwie wyobrażać nie herb Leliwę, a znak dość pospolity na wschodzie – kombinację półmiesiąca i gwiazdy, używany przez wszystkich kniaziów Czerkaskich-Petyhorskich.
Na sejmie w Warszawie 23 kwietnia 1662 szlachectwo miał otrzymać Tatar Stefan Czerkasz (Czerkas), towarzysz chorągwi rotmistrza królewskiego, starosty garwolińskiego Czeczela (za waleczność w walkach ze Szwedami; do herbu Leliwa miał być adoptowany przez Szymona Bogusławskiego). Według Dziadulewicza szlachectwo z tej rodziny miał otrzymać nie tylko Stefan, ale także Michał, porucznik w chorągwi kozackiej starosty brzeskokujawskiego wraz z nieletnimi synami: Konstantym, Kazimierzem i Józefem. Czerkasowie mieli być przybyszami z Kaukazu, pochodzenia dagestańskiego, w służbie kniaziów Kambułatowiczów-Petyhorskich.
Inne wymieniane przez Dziadulewicza rodziny tatarskie używające tego herbu to: Abramowicze, Adamowicze, Białobłoccy, Błoccy, Skinderowie, Urakowie.
Nazwiska Abramowicz i Adamowicz są wymieniane przez serwis Tatarzy Polscy jako nazwiska Tatarów – Leliwitów. Warto zaznaczyć, że rody o takich samych nazwiskach używały też odmian. Dodatkowo, serwis Tatarzy Polscy podaje nazwiska Illasiewicz, Musicz i Smolski. Tadeusz Gajl nie potwierdza pierwszego i ostatniego, zaś herb Musiczów podaje jako nieznany. Musiczowie herbu Leliwa są z kolei wymieniani przez Stanisława Dumina.
Do Leliwy przypuszczano także Żydów, takich jak bracia Abraham i Michał (Meir) Ezofowicz. Pierwszy z nich nawrócił się na prawosławie i otrzymał szlachectwo w 1504, za to drugi pozostał przy swej wierze, a mimo tego został adoptowany przez Jerzego Hlebowicza. Daje to dobre pojęcie o tolerancji panującej w Rzeczypospolitej w dobie Jagiellonów. Bracia otrzymali polskie nazwisko Józefowicz. Inny Żyd – celnik smoleński Abraham z Kijowa, został adoptowany 1 lipca 1507 w Wilnie przez marszałka litewskiego Jana Zabrzezińskiego. Anna Wajs twierdzi, że również i on przyjął nazwisko Józefowicz. Już po rozbiorach, bo w 1815 roku, nastąpiło przyjęcie Leliwy i nazwiska Krysiński przez Jehudę Lejba Notowicza Krysę, ochrzczonego w 1759.
Józefowicze mieli być natomiast nobilitowani w 1525 (mieli używać przydomku Hlebicki).
Wśród Leliwitów można znaleźć również nazwiska rodzin pochodzących z krajów Rzeszy. Wśród nich wiele rodzin to mieszczanie, adoptowani lub nobilitowani do Leliwy. Koronnym przykładem takiej rodziny są Morsztynowie. Oryginalnie nazywali się Morinstein i przybyli do Krakowa jeszcze przed XIV wiekiem. 24 października 1492, mieszczanin, rajca miasta Krakowa Jerzy Morinstein otrzymał od Jana Amora z Tarnowa, Spytka z Jarosławia, Jana z Pilczy i Rafała z Jarosławia zaświadczenie, że pochodzi on ze starożytnego rodu Leliwczyków, co było równoznaczne z nobilitacją. Nazwisko rodu zmieniono na Mondstern (niem. Mond=Księżyc, Stern=Gwiazda), następnie ewoluowało w Morstin i ostatecznie w Morsztyn. Innym rodem o podobnej historii są osiedli w Gdańsku Bremerowie. Ich przedstawiciel – rajca gdański Herman Bremer, otrzymał nobilitację z Leliwą w 1526 (został przypuszczony do herbu przez kasztelana wojnickiego Jana z Tarnowa (przyszłego hetmana) i Jana z Tarnowa, kasztelana sądeckiego). Do Leliwy adoptowany został (prawdopodobnie przez Jana Andrzeja Morsztyna) sekretarz królewski i pisarz skarbowy Ignacy Andrzej Bair, ze śląskiej rodziny Bair (Beyer, Bajer). Wprawdzie dyplom z 1673 wskazuje, że nadano mu herb z odmianą (patrz sekcja odmiany, wersje arystokratyczne oraz alternatywne przedstawienia herbu), ale późniejsze herbarze przypisują Bajerom zwykłą Leliwę, co oznacza, że rodzina zapomniała z biegiem lat o odmianie herbu. Rodzina von Warnsdorf według Ernsta Heinricha Kneschke stary łużycko-śląski ród szlachecki, znana miała być już od końca XII wieku (mieli wywodzić się z miejscowości Varnsdorf). Preussowie w Prusach Zachodnich, spolszczywszy się mieli natomiast przybrać nazwiska Pruski, Pruszak i od majątku Ganglów – Ganglowski. Rodzina von Heuck od dóbr Wapcza w ziemi chełmińskiej miała przybrać nazwisko Wapczyńskich (podobnie jak Czapscy pisali się ze Smoląga).
Zachodził też proces odwrotny, kiedy to Leliwici osiadali w krajach niemieckich, gdzie niemczeli i zasilali szeregi tamtejszej szlachty. Przykładem jest tu rodzina von Damerau, pierwotnie nosząca nazwisko Dąbrowski, osiadła w Prusach jeszcze w czasach krzyżackich.
W poczcie Leliwitów są też rodziny węgierskie, np. rodzina Czobor. Czoborowie – pierwotnie kupcy krakowscy, zgromadzili znaczny majątek ziemski w XVI wieku, co predysponowało ich do wstąpienia w szeregi szlachty.
Leliwitów wywodzących się z Francji reprezentuje np. rodzina de Virion. Protoplasta jej polskiej gałęzi, Karol Józef de Virion, szlachcic francuski, ubiegał się o polski indygenat. Otrzymał takowy w 1775, pod warunkiem nabycia posiadłości ziemskiej i przedstawienia dokumentów potwierdzających szlachectwo francuskie. Virion nie spełnił któregoś z warunków i indygenat zamieniono na nobilitację. Szlachectwo rodziny Virion potwierdzono w Rosji.
Warto wspomnieć o wydanej w 1855 książce rosyjskiego heraldyka Aleksandra Borysowicza Łakiera Heraldyka rosyjska. Autor przytacza tam nazwiska rosyjskiej szlachty, która przejęła niektóre polskie herby. Wśród nich jest Leliwa. Autor nie wyjaśnia, w jaki sposób zachodziło takie przejmowanie. Pewne jest, że kilka polskich rodzin osiadło w Rosji. Rdzennie rosyjskie rody mogły zaś przyjmować polskie herby na zasadzie upodobniania wizerunków własnych. Ze znajdujących się u Gajla rodzin, herbem Leliwa miały według Łakiera pieczętować się rodziny: Adamowicz, Łaszkiewicz, Tarnowski.

### Pozostałe nazwiska
Do rodzin, których w swojej liście nie uwzględnił Tadeusz Gajl, należy zaliczyć żmudzką rodzinę Paalsknis (Poalsknis) miała być tatarskiego pochodzenia i według złożonych przed deputacją wywodową kowieńską dokumentów pochodzić od księcia tatarskiego Tamerlana (a więc być rodziną kniaziowską). Przechowywali oni rodzinną tradycję pochodzenia od krewnej Tamerlana Zofii, z rodziny Sopihali i Solimanów Poalsknis, księżnej Mingelii i Georgii, hrabiny Abisynii, która miała wyjść za Jana z Pawsza Moniwida; pisali się książętami Pauszami z Tamerlana Poalsknisami. Przekazane do heroldii w Petersburgu dokumenty zostały im jednak zakwestionowane, a tytuł książęcy nie został zatwierdzony.
Aleksander Borysowicz Łakier wspomina również rody nie znajdujące się na liście Gajla. W tym nazwiska Biełozierski, Butrymow, Byrdin, Byczkow, Badowski, Wieniewitinow, Dundukow-Korsakow (także Korsak i Korczak), Kołogriwow, Liewszin, Liedicki, Leontiew, Łosew, Nowikow, Romanczukow, Sieniawin, Tarakanow, Tarchow, Tyrkow, Szubin, Jarosławow.

### Znaczący przedstawiciele i potomkowie rodów herbu Leliwa
Wielu Leliwitów, szczególnie z rodzin magnackich, dochodziło w czasach Rzeczypospolitej szlacheckiej do godności dygnitarskich (sprawowali funkcję wojewodów, marszałków, podskarbich, kanclerzy, hetmanów). Rodziny magnackie, o których tu mowa to: Hlebowiczowie, Jarosławscy, Sieniawscy, Tarnowscy, Tyszkiewiczowie. W grupie aspirujących do magnackiej pozycji byli Morsztynowie, Czapscy (również Hutten-Czapscy) i Dorohostajscy. Nie brakowało też wśród przedstawicieli rodów herbu Leliwa wysokich rangą sług Kościoła (biskupów, czy nawet jednego świętego), a także poetów, pisarzy, artystów, uczonych, uczestników zrywów niepodległościowych. Również mniej wpływowe rodziny wydały wielu znakomitych Leliwitów. Herbem tym pieczętowali się m.in.: marszałek wielki litewski Jan Jurjewicz Zabrzeziński (1437-1507), poeta Kasper Miaskowski (1549-1622), święty Andrzej Bobola (1591-1657), uczeni Jędrzej Śniadecki (1768-1838) i Jan Śniadecki (1756-1830), poeta Juliusz Słowacki (1809-1849). Za potomków rodów szlacheckich tego herbu można uznać też np. majora Henryka Dobrzańskiego „Hubala” (1897-1940) – dowódcę oddziału partyzanckiego w czasie II wojny światowej, ks. Antoniego Dobrzańskiego (1804-1873) – kapelana powstańców krakowskich, czy pułkownika Henryka Leliwę-Roycewicza (1898-1990) – medalistę olimpijskiego w jeździectwie i powstańca warszawskiego. Potomkowie rodów pieczętujących się tym herbem pojawiają się także dziś w życiu publicznym.

### Postacie fikcyjne
- Leliwą posługiwali się Soplicowie z Pana Tadeusza Adama Mickiewicza[84]: Jacek Soplica, Sędzia Soplica, Tadeusz Soplica. Jednak Tadeusz Gajl przypisuje autentycznemu rodowi o nazwisku Soplica herb Korzbok.
- Herbem pieczętowała się też drugoplanowa postać Potopu Henryka Sienkiewicza, jeden z kompanów Kmicica – Rekuć-Leliwa.
- Juliusz Słowacki daje Leliwę tytułowemu bohaterowi swojego utworu Poema Piasta Dantyszka herbu Leliwa o piekle. W rzeczywistości z nazwiskiem Dantyszek związany jest jednak wyłącznie herb własny, niemający nic wspólnego z Leliwą.
- Leliwą posługiwał się też tytułowy bohater powieści poetyckiej Słowackiego Jan Bielecki[85]. Historyczny Jan Bielecki, opisany przez Siarczyńskiego w Obrazie wieku panowania Zygmunta III-go, był jednak innego herbu – pieczętował się Janiną[86].
- W powieści Józefa Hena Crimen: opowieść sensacyjna z XVII wieku (na jej motywach nakręcono też serial telewizyjny) Leliwą posługiwali się Błudniccy (w tym główny bohater Tomasz Błudnicki). Według Bonieckiego w ziemi halickiej rzeczywiście występowała rodzina Błudnickich z Błudnik h. Leliwa[87].

## Występowanie w heraldyce terytorialnej

### Herby będące powtórzeniem rysunku Leliwy
Niemal niezmienionego herbu Leliwa używają (bądź używały) miasta:
- Mińsk Mazowiecki (miasto oraz gmina), posiadany w części przez Hlebowiczów (zob. herb Mińska Mazowieckiego).
- Przeworsk, któremu prawa miejskie w 1393 wyrobił u króla Jan z Tarnowa (zob. herb Przeworska).
- Tarnobrzeg, założony w 1593 przez Tarnowskich (zob. herb Tarnobrzega).
- Tarnopol (godło Leliwy srebrne pod sylwetką takiegoż zamku, przed wojną sam półksiężyc z gwiazdą), obecnie na Ukrainie, założony przez Jana Amora Tarnowskiego.
- Tarnów, lokowany w 1330 przez Spycimira Leliwitę (zob. herb Tarnowa).
- Sieniawa, założona w 1543 przez Sieniawskich (zob. herb Sieniawy).
- Stryków, lokowany w XIV wieku przez nieznanego Leliwitę (zob. herb Strykowa).
- wieś i gmina Krzywcza, którą posiadali m.in. Ostrowscy.
- Leliwa jest również herbem zamku w Rożnowie.

Mińsk Mazowiecki, Tarnów i Tarnobrzeg umieściły też swoje herby z Leliwą na flagach.

### Herby terytorialne nawiązujące do Leliwy
- Bełżyce, założone przez Jana i Spytka Tarnowskich w 1417, oprócz inicjału nazwy miasta, mają w herbie gwiazdy i półksiężyc (zob. herb Bełżyc).
- Żabno, poza toporem, ma w herbie półksiężyc i gwiazdę z herbu założycieli i właścicieli miasta, Melsztyńskich (zob. herb Żabna).
- Gmina Gorzyce, używa obok kłosa i koła zębatego również trzech gwiazd, zaczerpniętych z herbu Tarnowskich – właścicieli okolicznych dóbr w wiekach XV–XX.
- Gmina Mielec, używa obok Topora także Leliwy.
- Gmina Niwiska, ma herbie świerki oraz godło Leliwy Tarnowskich, którzy zainicjowali osadnictwo na tym terenie.
- Gmina Tryńcza obok łodzi nawiązującej do flisactwa, zawiera też godło zasłużonych dla okolicy Jarosławskich.
- Gmina Żyraków używa Leliwy (prawdopodobnie Tarnowskich) w połączeniu z kłosami – symbolami rolnictwa.
- Powiat przeworski, używa dwugłowego orła z godłami z herbu Przeworska z prawej i lewej.
- Powiat tarnobrzeski, używa elementów herbu ziemi sandomierskiej w kombinacji z Leliwą Tarnowskich (zob. herb powiatu tarnobrzeskiego).
- Powiat tarnowski, używa połowy orła, wyłaniającego się zza godła Leliwy. Jest to nawiązanie do wpływów Tarnowskich na terenie powiatu (zob. herb powiatu tarnowskiego).
- Lelczyce, obecnie na Białorusi, należał niegdyś do Tyszkiewiczów[88]
- Łohojsk (Leliwa nad trójwzgórzem), obecnie na Białorusi, należały niegdyś do Tyszkiewiczów.
- Równe, obecnie miasto obwodowe na Ukrainie, w przedwojennym herbie miało złotą gwiazdę Leliwy ze srebrnym półksiężycem, zwieńczoną na polu tarczy herbowej motywem corona muralis z trzema basztami

Żabno, powiat przeworski i tarnowski umieściły też swoje herby na flagach.

### Herby terytorialne o niepewnych związkach z Leliwą
- Leśna używa herbu z godłem Leliwy na opak, ale ponieważ nie ma danych o związku miasta z jakimiś Leliwitami, więc nie wiadomo czy używa ono zmodyfikowanej Leliwy, niezmodyfikowanej Leliwy IV, czy może herbu jakiegoś śląskiego rodu.
- Ostrowiec Świętokrzyski (w polu błękitnym mury miejskie srebrne z trzema basztami; w bramie godło Leliwy pod godłem Ogończyka) – nie ma pewności czy zawiera on Leliwę Tarnowskich w połączeniu z Ogończykiem, czy też godło herbu własnego Ostrogskich. Obydwa rody posiadały Ostrowiec w przeszłości (zob. herb Ostrowca Świętokrzyskiego).
- W herbie Poznania po lewej i prawej stronie głównego godła znajdują się półksiężyce z gwiazdami; ich pochodzenie, a więc tym bardziej związek z Leliwitami, są nieznane.
- Trembowla (w miejsce jednej gwiazdy trzy – jedna nad dwiema), obecnie na Ukrainie, związek z jakimikolwiek Leliwitami jest nieznany.
- Zawałów (w polu czerwonym krzyż srebrny, na jego prawym ramieniu tarcza z Prusem III, na lewym tarcza z Leliwą, na dolnym postać świętej), obecnie na Ukrainie, prawdopodobnie związany z Tarnowskimi.

## Odmiany
W języku staropolskim, leliwą był określany księżyc w niepełnym nowiu.
On też znajduje się na wizerunkach wielu polskich herbów szlacheckich, w połączeniu z innymi elementami budującymi godło herbowe. Z powodu szerokiego użycia herbu Leliwa, adopcji herbowych, powielanych błędów opisu, łączenia godeł małżonków itp., powstał szereg odmian, które od podstawowego wizerunku różniły się szczegółami godła bądź klejnotu. Niektóre używane były tylko przez pojedyncze rodziny (tzw. herby własne). Obecnie większość heraldyków wyróżnia następujące odmiany herbu:
Adamowicz, Bajer, Bobiński-Dekaloga, Dorpowski, Drużyłowski, Erbs, Goduszewski, Gwiazdowski, Jelce, Jelce II, Juźwikiewicz, Kopeć, Leliwa II, Leliwa III, Leliwa IV, Leliwa V, Leliwa VI, Lesieniewicz, Łasko, Młodkowski, Ostrowski III, Pietrasiewicz, Pilecki, Piotrowicz, Policzyński, Poliwczyński, Przywidzki, Ryks, Sieniawski, Trzcieński, Wietcki, Wodzicki, Wojanowski, Zienkowicz.
Ponadto, istnieje kilkadziesiąt herbów, co do których przekonanie, że są odmianami Leliwy nie jest powszechne wśród heraldyków: Adamowicz tatarski – odmiana według Stanisława Dziadulewicza, Kiwalski, nadany w 1768, uznawany za odmianę Leliwy przez Alfreda Znamierowskiego, Macewicz I, opisywany jako odmiana przez Bonieckiego. Ostrowski wprawdzie pisze, że jest to odmiana, ale nie precyzuje jakiego herbu, Macewicz II, z nobilitacji (według Ostrowskiego w l. 1764-65, Boniecki podaje 1781), opisywana jako odmiana Leliwy przez Bonieckiego, Mach, opisywany jako odmiana Leliwy przez Uruskiego, Mąkierski – przytoczony jako odmiana przez Wiktora Wittyga, Pawłowski III i Pawłowski V – opisane jako odmiany przez Ostrowskiego, Pawsza, uznawany za odmianę Leliwy przez Tadeusza Gajla, Pierścień z nobilitacji w 1768, Ryx (uważany przez Borkowskiego za ten sam herb co Pierścień, Gajl rozdziela te dwa herby) z nobilitacji w 1790, uznawany za odmianę Leliwy przez J. Dunina Borkowskiego, Szpęgawski, uznawany za odmianę Leliwy przez Alfreda Znamierowskiego, Staszkiewicz II – uznany za odmianę przez Niesieckiego, Żychcki, uznawany za odmianę Leliwy przez Alfreda Znamierowskiego. Przypomina on bardziej Drzewicę niż Leliwę. Herby te wymienione są jako odmiany tylko w pojedynczych publikacjach.
Juliusz Karol Ostrowski w swojej Księdze herbowej rodów polskich podaje jeszcze odmiany o numerach VII-XII:
- Leliwa VII – na tarczy starofrancuskiej, w polu nieznanym półksiężyc, nad którym gwiazda, przecinająca go przedłużonym dolnym promieniem. Jest to wizerunek herbu Leliwa z pieczęci bliżej nieokreślonego Jerzego z początku XIV wieku.
- Leliwa VIII – na tarczy starofrancuskiej, w polu niewiadomym półksiężyc, nad którym gwiazda. W klejnocie samo godło. Tak przedstawiono herb na pieczęci Spycimira.
- Leliwa IX – na tarczy starofrancuskiej, w polu nieznanym gwiazda nad pasem lewoskośnym. Jest to wizerunek z pieczęci z 1346, jako odmianę Leliwy sklasyfikował ją Piekosiński.
- Leliwa X – na tarczy starofrancuskiej, w polu błękitnym półksiężyc złoty, nad którym takaż gwiazda, ośmiopromienna. Tak przedstawiono Leliwę w Roli Marszałkowskiej.
- Leliwa XI – na tarczy starofrancuskiej, w polu niewiadomym półksiężyc na opak, pod którym gwiazda. Taki herb widnieje w kościele w Opocznie.
- Leliwa XII – na wyszukanym kartuszu renesansowym, w polu błękitnym półksiężyc złoty, nad którym takaż gwiazda. Gwiazda jest tylko w połowie w polu wyznaczanym ramionami półksiężyca[95]. Jest to XVI wieczna stylizacja Leliwy z Herbarza Ambrożego.

Obecnie nie uważa się ich za samodzielne odmiany. Nie wzmiankują o nich autorzy współczesnych opracowań – Tadeusz Gajl, Alfred Znamierowski i Józef Szymański. Gajl pisze wprost, że opuścił liczne wersje rysunkowe, odmiany kształtu i maniery.
| Odmiany zwykłe herbu Leliwa (A-O) | Odmiany zwykłe herbu Leliwa (P-Z) | Odmiany herbu Leliwa z nobilitacji | Herby uznawane za odmiany tylko przez pojedynczych heraldyków |

### Odmiany arystokratyczne
W I Rzeczypospolitej prawo zakazywało używania tytułów arystokratycznych, takich jak książę, markiz, hrabia czy baron. Wyjątkiem były dziedziczne tytuły książąt ruskich oraz potomków dynastii królewskich. Po pierwszym i drugim rozbiorze Polski w państwach zaborczych nadawano tytuły arystokratyczne polskiej magnaterii w podzięce za lojalność.
Za odmianę Leliwy uznaje się herb kniaziów Ostrogskich, którzy mieli wywodzić się od Rurykowiczów.
Używane w XVI i XVII wieku tytuły arystokratyczne pochodziły z nadań obcych władców, najczęściej cesarza, i były źle widziane przez brać szlachecką.
W roku 1547 hetman Jan Amor Tarnowski otrzymał od cesarza Karola V dziedziczny tytuł hrabiego świętego cesarstwa rzymskiego. W 1600 Krzysztof Mikołaj Dorohostajski za udział w wojnie w Niderlandach otrzymał od cesarza tytuł barona Świętego Cesarstwa Rzymskiego. Jedna z gałęzi Leliwitów Pawłowskich miała osiąść na Śląsku i w 1666 roku otrzymać czeski tytuł baronowski. Efektem tego jest herb Pawłowski IV, wzmiankowany przez Ostrowskiego.
Za jedne z niewielu wyjątków nadawania tytułów arystokratycznych przez polskich monarchów należy uznać: przez króla Zygmunta II Augusta w 1569 nadanie tytułu hrabiowskiego Tyszkiewiczom (patrz herb Tyszkiewicz) i w 1588 nadania przez króla Zygmunta III tytułu hrabiowskiego Tarnowskim (patrz herb Tarnowski hrabia).
Już po rozbiorach monarchowie państw zaborczych nadali następujące tytuły hrabiowskie:
Czapski, Gołuchowski, Hutten-Czapski, Morsztyn, Wodzicki hrabia.

### Kaszubskie herby szlacheckie
Jednym z charakterystycznych elementów herbów kaszubskich było szerokie wykorzystanie półksiężyca (najczęściej przedstawianego z twarzą) w wielu kombinacjach w połączeniu z jedną lub więcej gwiazdami. Z tego też powodu dużo herbów kaszubskich uznawanych było za odmiany Leliwy. Najczęściej taka klasyfikacja była niesłuszna, ponieważ dane herby były rodzimymi kaszubskimi kompozycjami, zaś używające ich rodziny nie miały nic wspólnego z polskimi Leliwitami. Tym niemniej, część autorów klasyfikuje jako odmiany Leliwy następujące herby: Czarnicki, Dułak III, Fargow, Gliszczyński IV, Przywidzki, Lisewski, Lostin, Mach, Mach II d, Małszycki, Ossowski, Piechowski, Piotroch, Poklat, Repka, Szpęgawski, Żychcki.